# Hellnation
Hellnation — екстремальний хардкор-панк-гурт із Ковінгтона, штат Кентукі, який діяв з 1988 до 2010 року.
Звучання гурту було описано як трешкор, павервайоленс та ґрайндкор. Стиль Hellnation складався з швидких гітарних рифів, великої кількості дисторшину та гнівних, часто непристойних текстів. Серед тем пісень були жорстокість поліції, споживацтво та підпільна панк-сцен. Вони здійснили багато гастролей по США, Японії, Бразилії та Європі.
Спочатку Альберт Вейт був оригінальним басистом гурту, проте через те, що група не змогла знайти барабанщика, він перейшов на барабани. Незабаром Даґ Лонг зайняв місце басиста; він пішов з гурту в 1999 році. Тоді Марка Естеса попросили грати на басу. Після того як Естес пішов, Лонг знову приєднався. Випустивши велику кількість робіт (більшість з яких були випущені через лейбл гітариста гурту Кена Генсфорда Sound Pollution), вони розпалися в січні 2010 року. Після розпаду Hellnation учасники гурту грали в таких колективах, як Erectile Dementia, Brody's Militia та Jacked Up Zeros.

## Учасники гурту
- Альберт Вейт — ударні, вокал
- Кен Гендсфорд — гітара, вокал
- Даґ Лонг — бас-гітара, вокал
- Марк Естес — бас-гітара
- Кріс Додж — бас-гітара (учасник живих виступів під час європейського туру 1999 року)[7]

## Дискографія

### Студійні альбоми
- Colonized (LP, Sound Pollution, 1993)
- Control (LP/CD, Sound Pollution, 1994)
- Your Chaos Days Are Numbered (LP/CD, Sound Pollution, 1998)
- Fucked Up Mess (LP/CD, Sound Pollution, 1999) (перевидано Laja в Бразилії у 2001)
- Cheerleaders for Imperialism (LP/CD, Slap-A-Ham Records, 2000)
- Dynamite Up Your Ass (LP/CD, Sound Pollution, 2002) (перевидано Laja в Бразилії у 2004 році)

### Мініальбоми
- People's Temple (Sound Pollution, 1990)
- Suppression (Sound Pollution, 1991)
- Aussie (Spiral Objective, 1994) (випущений в Австралії, також відомий як Untitled)
- At War With Emo (Slap-a-Ham, 1997)
- Thrash Or Die: Japanese Hardcore Covers EP (MCR, 1998) (випущений у Японії)

### Спліти
- Hellnation/Real Reggae (Slightly Fast, 1996) (випущений у Японії)
- Hellnation/CFUDL (Sound Pollution, 1996)
- Hellnation/Sink (Sound Pollution, 1997)
- Hellnation/Merda (2+2=5/Luna, 2001) (випущений у Бразилії)
- Hellnation/Capitalist Casualties (LP/CD, Sound Pollution/Six Weeks, 2008)

### Збірки
- A Sound Like Shit (CD, Sound Pollution, 1996)
- Thrashwave (CD, Sound Pollution/Laja, 2002) (у Бразилії випущено через Laja)

### Присутність в інших збірках
- Bbblleeaauurrgghh (Slap-a-Ham, 1991)
- Bloodless Unreality (Forfeit, 1992)
- I Kill What I Eat (Ecocentric, 1992) (випущено в Німеччині)
- No Desire To Continue Living (Farewell, 1993) (випущено в Німеччині)
- ABC's Of Punk (Whirled Records, 1997)
- Tomorrow Will Be Worse (Sound Pollution, 1998)
- Fiesta Comes Alive (Slap-a-Ham, 1998)
- Homeless Benefit (Bad Card, 1999) (випущено у Франції)
- Reality Vol. 3 (Deep Six, 1999)
- Tomorrow Will Be Worse (Sound Pollution, 2001)
- All Punks Spending Drunk Night (Backwoods Butcher, 2006)